# Musée Polejaïev
Le musée Polejaïev (en russe : Музе́й А. И. Полежа́ева) est un musée situé en Russie à Saransk, capitale de la Mordovie. Il est consacré à la mémoire et à l'œuvre du poète Alexandre Polejaïev, ainsi qu'à ses contemporains et aux écrivains de Mordovie. Ce musée est une filiale du musée des exploits de 1941-1945 (ru).

## Histoire
Le musée a été fondé à l'initiative de l'ancien combattant de la Seconde guerre mondiale Alexeï Mamaïev qui obtient de la municipalité en 1993 la mise à disposition de l'ancienne maison du négociant Semion Timofeïevitch Mychkine, construite à la fin du XIXe siècle. Le musée Polejaïev est inauguré le 5 juin 2001 après restauration de la demeure.

## Exposition
L'exposition permanente du musée est organisée en cinq sections. Trois salles du musée sont consacrées à la vie et à l'œuvre du poète (naissance et enfance; formation à Moscou; service militaire et dernières années du poète) et la quatrième salle est consacrée aux écrivains de Mordovie. Une cinquième salle sert à accueillir des conférences, des soirées musicales et poétiques, des expositions de peinture et autres événements thématiques. 

## Galerie

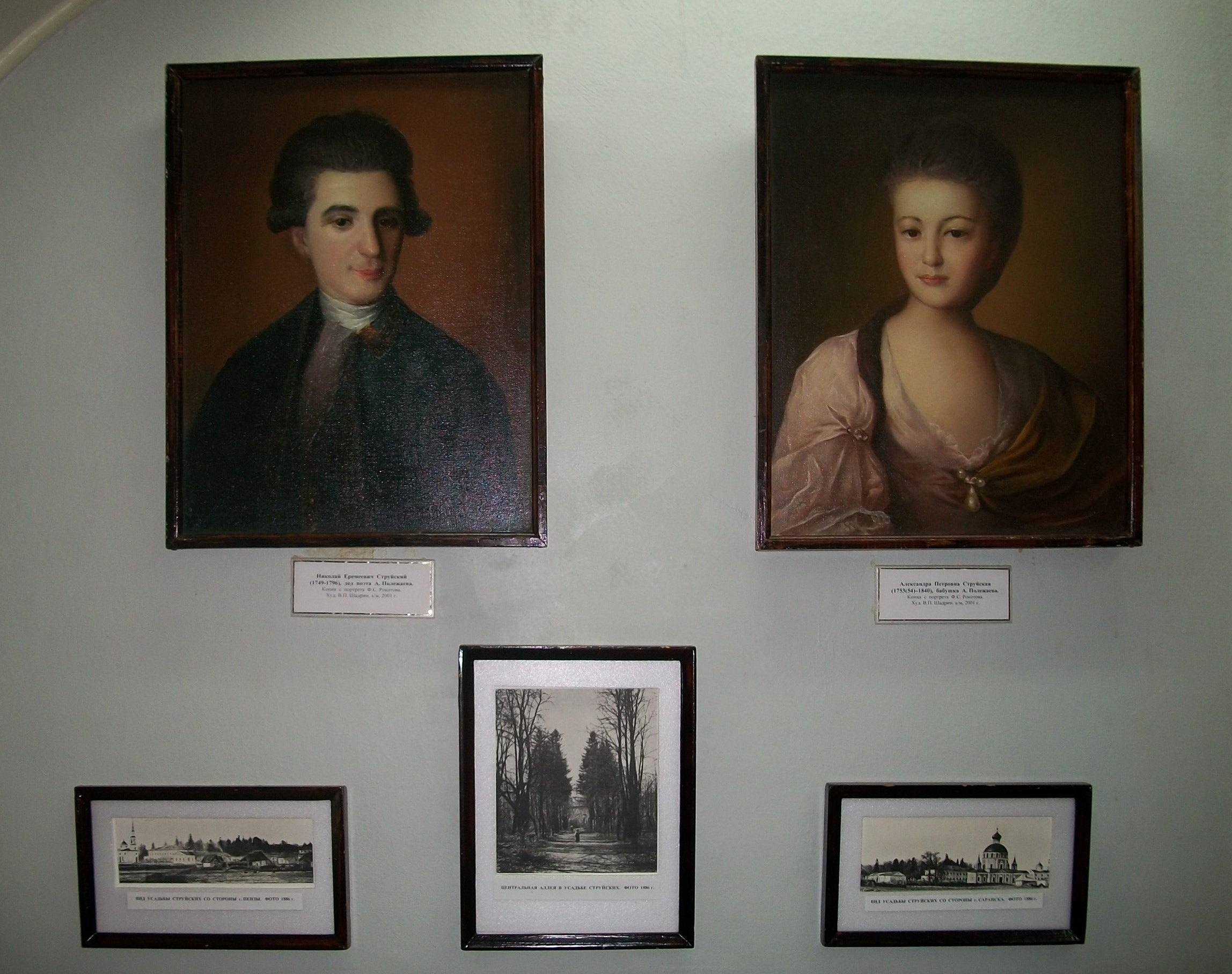
Portraits de Nikolaï Strouïski (ru) et d'Alexandra Strouïskaïa, grands-parents d'Alexandre Polejaïev, et photographies de leur domaine de Rouzaïevka, près de Saransk.
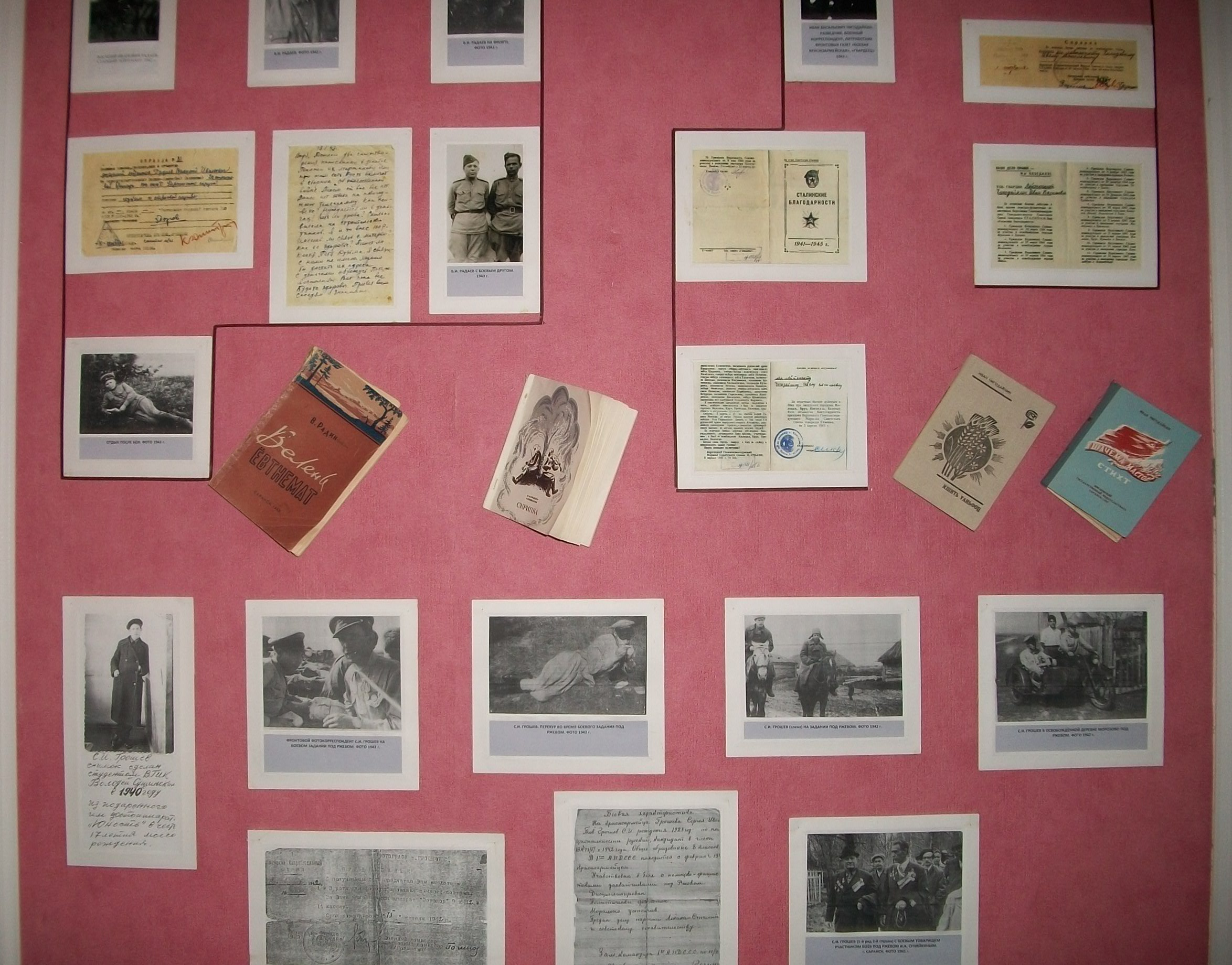
Photographies d'écrivains de Mordovie.